# جنیوری جونز
جنیوری کریستن جونز (به انگلیسی: January Kristen Jones) یک بازیگر زن آمریکایی است، او به‌خاطر بازی در سریال مد من شناخته‌شده‌است.

## زندگی‌نامه
جنیوری در سو فالز، داکوتای جنوبی دیده به جهان گشود، مادرش کارن جونز یک مربی ورزش و پدرش ماروین جونز یک معلم بود، او دو خواهر به‌نام‌های جسی و جینا دارد.
جنیوری با بازیگر مشهور، اشتون کوچر زمانی که به لس‌آنجلس مهاجرت کرد رابطه داشت، او می‌گوید که کوچر به او گفت که تو را به یک بازیگر تبدیل می‌کنم.
پس از این جنیوری به‌مدت سه سال با خواننده، جاش گروبن رابطه داشت. او همچنین از ژوئیه ۲۰۱۰ تا ژانویهٔ ۲۰۱۱ با ستارهٔ اس‌ان‌ال جیسون سوداکیز رابطه داشته‌است.
او در ۲۸ آوریل ۲۰۱۱ اعلام کرد که در انتظار نخستین فرزندش در فصل پاییز است.

## فیلم‌گرافی
| سال          | عنوان                  | نقش          | یادداشت‌ها                   |
| ------------ | ---------------------- | ------------ | --------------------------- |
| ۱۹۹۹         | خواهری                 | نقش شمارهٔ ۱  | فیلم تلویزیونی              |
| ۱۹۹۹         | کا واقعی (سریال)       | جین کوهن     | قسمت "خلبان"                |
| ۱۹۹۹         | این خشم است            | جنیس تیلور   |                             |
| ۲۰۰۱         | خانهٔ شیشه‌ای            | دختر         |                             |
| ۲۰۰۱         | راهزنان                | کلیر         |                             |
| ۲۰۰۲         | در زندگی من            |              | فیلم تلویزیونی              |
| ۲۰۰۲         | تابو                   | الیزابت      |                             |
| ۲۰۰۲         | کاملاً از جلو           | ترسی         |                             |
| ۲۰۰۳         | کنترل خشم              | جینا         |                             |
| ۲۰۰۳         | عروسی آمریکایی         | کدنس فلاهرتی |                             |
| ۲۰۰۳         | در واقع عشق            | جینی         |                             |
| ۲۰۰۴         | رقص کثیف: شب‌های هاوانا | اِو (Eve)     |                             |
| ۲۰۰۴         | وعده‌های پایداری عشق    | میسی دیویس   | فیلم تلویزیونی              |
| ۲۰۰۵         | عصبانیت                | مریسا ولز    | ۲ اپیزود                    |
| ۲۰۰۵         | سه جسد ملکوآید استردا  | لوآن نورتون  |                             |
| ۲۰۰۶         | اتومبیل سوئدی          | دارلا        |                             |
| ۲۰۰۶         | ما مارشال هستیم        | کرول داوسون  |                             |
| ۲۰۰۷– تاکنون | مردان دیوانه           | بتی دراپر    | ایفای نقش در بیش از ۵۲ قسمت |
| ۲۰۰۸         | قانون و نظم            | کیم برادی    | ۱ اپیزود                    |
| ۲۰۰۹         | قایقی که راک پخش می‌کرد | النویر       |                             |
| ۲۰۱۰         | پرش خرگوش‌های گرسنه     | لارا گراد    |                             |
| ۲۰۱۱         | ناشناس                 | الیزابت هریس |                             |
| ۲۰۱۱         | مردان ایکس: درجه یک    | اما فروست    |                             |
| ۲۰۱۱         | در جستجوی عدالت        |              |                             |
| ۲۰۱۰         | آب شیرین               | سارا رامیرز  |                             |
| ۲۰۱۴         | کشتن خوب               | مولی ایگان   |                             |
| ۲۰۱۰         | وحدت                   | راوی         |                             |